# Kellarikivi
Kellarikivi är en klippa i Finland.   Den ligger i den ekonomiska regionen  Kaustby ekonomiska region  och landskapet Mellersta Österbotten, i den centrala delen av landet, 400 km norr om huvudstaden Helsingfors. Kellarikivi ligger 177 meter över havet.
Terrängen runt Kellarikivi är platt. Runt Kellarikivi är det mycket glesbefolkat, med 3 invånare per kvadratkilometer. Närmaste större samhälle är Perho, 13,7 km söder om Kellarikivi. I omgivningarna runt Kellarikivi växer i huvudsak blandskog.